# Gilbert Rist
Pour les articles homonymes, voir Rist.
Gilbert Rist, né à Genève, le 16 juillet 1938 et mort à Collonge-Bellerive le 15 février 2023, est un sociologue suisse, spécialiste de sociologie du développement. 

## Biographie
Il a d'abord enseigné à l'université de Tunis, puis à l'Institut universitaire d'études du développement à Genève. Entre 1971 et 1975, a dirigé le Centre Europe–Tiers Monde. Il a également collaboré avec l'Université des Nations unies.
Il soutient en 1977 une thèse de doctorat à l'Institut universitaire de hautes études internationales, sous la direction de Roy Preiswerk, intitulée Image du Tiers-Monde et conceptions du développement: une étude des documents des organisations suisses de coopération au développement.
Il est connu pour son livre sur le concept et la pratique du développement, intitulé Le Développement : Histoire d'une croyance occidentale, traduit en anglais, en espagnol et en italien.